# Nikolai Zvérev
Nikolai Zvérev   (Volokolamsk, 13 de març de 1833 (Julià) - Moscou, 12 d'octubre de 1893), nom complet amb patronímic Nikolai Serguéievitx Zvérev, rus: Никола́й Серге́евич Зве́рев, fou un pianista i professor rus conegut pels seus alumnes Aleksandr Ziloti, Serguei Rakhmàninov, Aleksandr Skriabin, Konstantín Igúmnov, Aleksandr Goldenvéizer i altres.
Zvérev va néixer el 1832 a Volokolamsk, Rússia, en una família aristocràtica. Va assistir a la Universitat Estatal de Moscou, estudiant matemàtiques i física, mentre prenia classes de piano d'Alexandre Dubuque (1812-98). No es va graduar perquè va heretar una gran fortuna familiar i es va mudar a Sant Petersburg per convertir-se en funcionari públic. Mentre va estar allà, va continuar estudiant piano amb Adolf von Henselt, qui va emfatitzar la importància de la pràctica, que era la base del propi règim estricte de Zvérev que requeria dels seus estudiants. Insatisfet amb el servei civil, i persuadit per Dubuque, va tornar a Moscou en 1867 per convertir-se en un mestre privat. En 1870, Nikolai Rubinstein li va demanar que ensenyés al Conservatori de Moscou, i així ho va fer. En algun moment, també va estudiar harmonia amb Piotr Ilich Txaikovski.Bertensson, Sergei; Jay Leyda (2001). Sergei Rachmaninoff: A Lifetime in Music. Bloomington, Indiana: Indiana University Press. pp. 8-12. ISBN 0-253-21421-1. Zvérev mai es va casar, i pot haver estat homosexual. Zvérev va morir a l'edat de 61 anys, el 1893.

## Mètodes d'ensenyament
Els alumnes havien de fer una audició per convertir-se en estudiants de Zvérev. Un cop acceptats, es mudarien a casa seva. Els records de Rakhmàninov són d'interès:
| « | <<Vaig entrar a la casa de Zvérev amb el cor pesat i pressentiments, després d'haver sentit parlar de la seva severitat i "mà pesada", a la qual no va tenir problemes a recórrer. De fet, vam poder presenciar proves d'això últim: Zvérev tenia mal geni i podia llançar-se amb els punys contra una persona, o llançar algun objecte al delinqüent. Jo mateix havia estat objecte de la seva fúria en tres o quatre ocasions... Però totes les altres converses sobre les seves maneres severes van ser falses. Aquest era un home d'intel·lecte rar, amb generositat i amabilitat. Va aconseguir un gran respecte entre les millors persones del seu temps De fet, la disciplina va entrar en la meva vida. Déu no permeti que surti del piano cinc minuts abans que acabin les tres hores! O una nota incompleta: aquests casos van ser capaços de provocar-li un enuig temible. No obstant això, tots els nostres èxits i diligència van donar els seus fruits: ens va portar a nosaltres, els seus alumnes, a diverses sales de concerts. Quan vaig acabar de tocar, Zvérev va dir: "Així és com un ha de tocar el piano!" La impressió era que estava bastant boig per nosaltres, els seus alumnes. Mai ens va treure una moneda com a pagament: ni per lliçons ni per pensió (després de tot, vivíem a casa). Ens va vestir amb els millors sastres, mai ens vam perdre una estrena en els teatres de Moscou: musicals o dramàtics. Per descomptat, cap concert realment bo ens va passar desapercebut. I aquest va ser un moment en què hi havia molt a oferir: assistir als famosos concerts històrics d'Anton Rubinstein, on vam tenir l'oportunitat d'escoltar tot el millor! Zvérev mai es va limitar a criar-nos com pianistes. Va fer tot el possible per donar-nos una bona educació integral. Estava profundament interessat en el tipus de lectura que feiem.>> | » |

Zvérev requeria moltes coses de cada estudiant, incloses les assistències obligatòries a l'òpera i els assajos de música de cambra. Al llarg de la setmana, els seus alumnes havien de practicar moltes hores, però el diumenge, es relaxaven i ell era l'amfitrió d'una casa oberta. A la tarda i la nit, convidaria a figures musicals i intel·lectuals de tot Moscou. Els seus convidats van incloure a Piotr Ilitx Txaikovski, Aleksandr Tanéiev, Anton Arenski, Anton Rubinstein, Vassili Safónov, Aleksandr Ziloti i altres músics, actors, advocats i professors. Durant aquestes reunions, no permetria que ningú toqués el piano, excepte per il·lustrar un punt, perquè eren els seus alumnes a qui es dirigien les reunions.

## Alumnes
Zvérev va prendre només estudiants homes, i es va referir a ells com "cadells" (en rus, зверята),
(el seu propi cognom es deriva de rus зверь, que significa bèstia, o animal). Els següents van ser alguns dels seus estudiants destacats:
- Aleksandr Goldenweiser
- Serguei Rakhmàninov*
- Aleksandr Skriabin
- Aleksandr Ziloti
- Konstantín Igúmnov (1873-1948)
- Fiódor Keneman (1873-1937) Amic de Rakhmàninov.
- Leonid Maximov (1873-1904)
- Matvei Pressman (1870-1937)